# 巴里加山脉

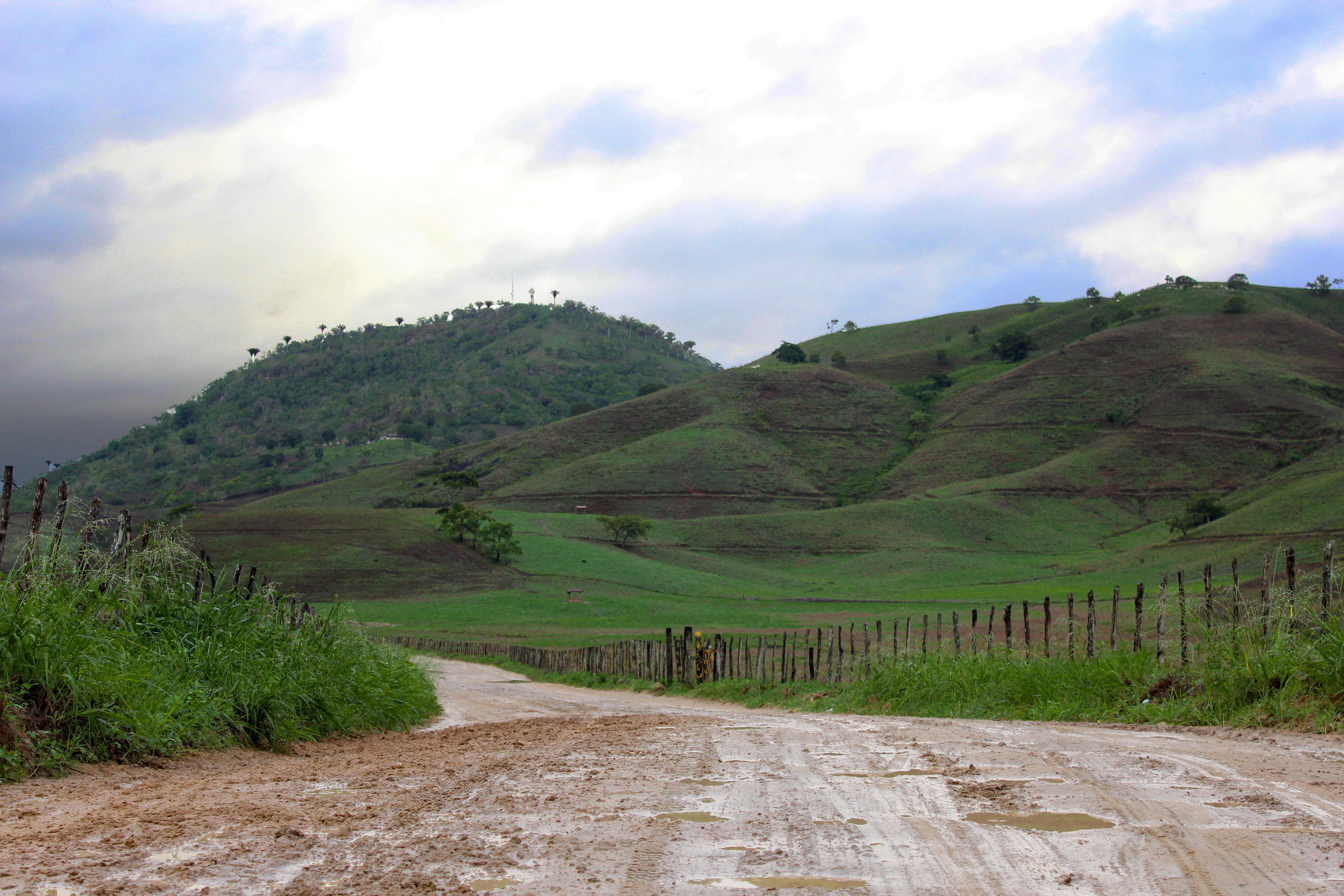
巴里加山脉

巴里加山脉（葡萄牙語：Serra da Barriga）位于巴西阿拉戈斯州乌尼昂-杜斯帕尔马里斯市，是一片山地。该地因曾是“猴子围栏”的所在地而闻名，这是帕尔马雷斯逃奴堡联盟的一个防御性聚落。在帕尔马雷斯时代，此地属于伯南布哥州的范围。1694年1月，葡萄牙探险家多明戈斯·若热·韦柳率军攻占这片山地。1986年，该山脉被列入巴西国家历史和艺术遗产研究所的保护名单。  
巴里加山脉是位于其南方的博尔博雷马高原的一部分，气候炎热湿润。巴里加山脉所在区域是阿苏塞纳溪的发源地，阿苏塞纳溪是一条流向蒙达乌河谷地的支流。从山脉北侧流出，全长约8.6公里。